# Нидерландский языковой союз
Нидерла́ндский языково́й сою́з (нидерл. Nederlandse Taalunie, NTU) — организация, основанная 9 сентября 1980 г. Нидерландами и Бельгией с целью обсуждения проблем развития и стандартизации нидерландского языка. 12 января 2005 года Суринам стал третьим членом организации.

## Деятельность

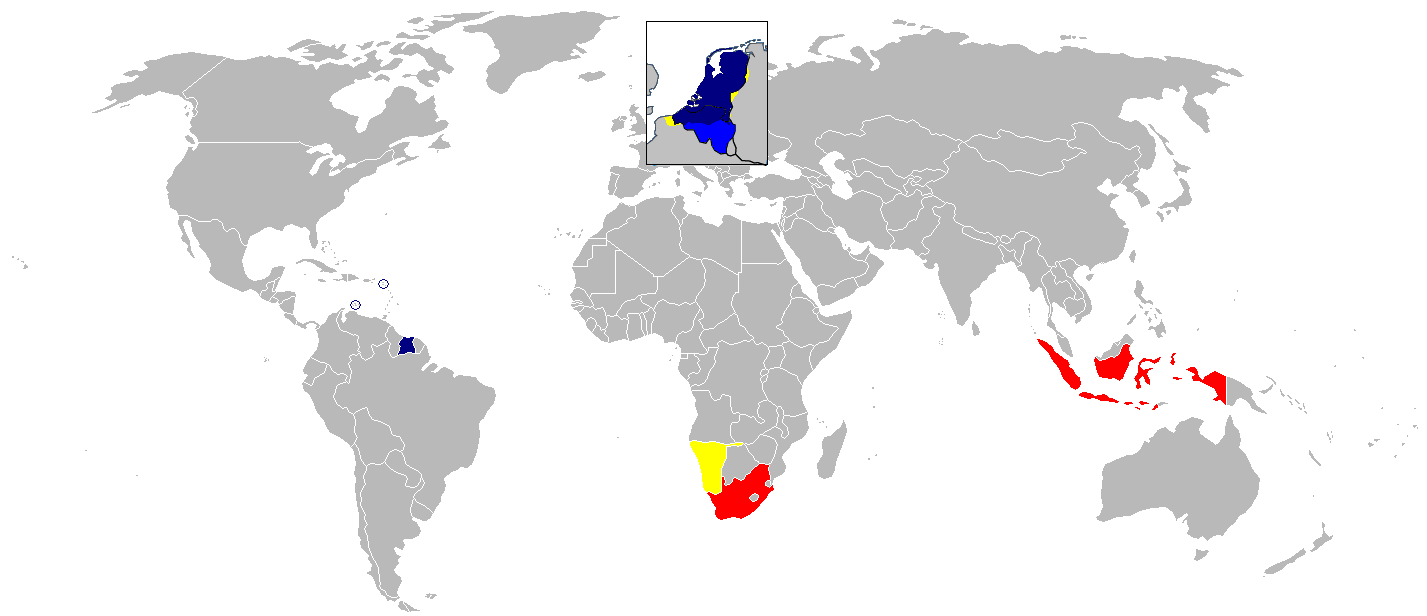
Нидерландский языковой союз:
Государства-члены
Иноязычные районы в государствах-членах
Особые отношения с Союзом
Другие территории, где распространён нидерландский язык или африкаанс

- Разработка единой системы правописания
- Совместное создание справочников и тому подобных материалов
- Сбор и обобщение опыта преподавания нидерландского языка
- Расширение подготовки преподавателей и литературных переводчиков для нидерландского языка
- Языковая политика в европейском контексте
- Поддержка преподавания нидерландского языка в западных районах Германии, на севере Франции и в валлонской части Бельгии
- Налаживание языковых связей с ЮАР, Намибией и Индонезией
- Присуждение Нидерландской литературной премии (раз в 3 года)
- Покровительство в написании 9-томной «Истории нидерландоязычной литературы» (работу планируется завершить в 2016 году)
- Содержание Терминологического центра нидерландского языка (нидерл. Het Steunpunt Nederlandstalige Terminologie).